# Linköping/Saab repülőtér
A Linköping/Saab repülőtér (IATA: LPI, ICAO: ESSL) Svédország egyik nemzetközi repülőtere, amely Linköping község közelében található. Éves utasforgalma 80 735 fő (2022).

## Futópályák
A repülőtér futópályái:
- 11/29

## Forgalom
Az utasforgalom az elmúlt években az alábbi módon változott:
| Utasok száma | 64 665 | 72 078 | 78 438 | 103 182 | 116 567 | 139 542 | 157 780 | 144 984 | 33 525 | 80 735 |
|              | 2005   | 2007   | 2009   | 2011    | 2013    | 2014    | 2016    | 2018    | 2020   | 2022   |